# Elena Djionat
Elena Djionat (ur. 8 maja 1888, zm. ?) – rumuńska nauczycielka, dziennikarka, feministka i działaczka na rzecz praw kobiet. Współzałożycielka i liderka Organizației Femeilor Basarabene (Organizacja Besarabskich Kobiet) w latach 1928–1935.

## Życiorys
Djionat urodziła się w Bozieni w rejonie Hîncești, które wtedy należało do Imperium Rosyjskiego, i studiowała na Uniwersytecie w Odessie, ale ukończyła tylko dwa lata studiów. Następnie w 1919 roku została nauczycielką w Szkole Podstawowej Księżniczki Eleny w Kiszyniowie, gdzie pracowała do 1935 roku. Fakt, że w 1928 roku kobiety w Rumunii otrzymały prawa wyborcze, spowodował rozwój ruchu feministycznego. W listopadzie 1928 roku Elena Djionat podczas zjazdu kobiet w Kiszyniowie powołała Organizację Besarabskich Kobiet (Organizației Femeilor Basarabene), której została przewodniczącą. Organizacja została zatwierdzona w 1929 roku. W 1933 roku zmieniono nazwę organizacji na Liga Kobiet Besarabii. W niektórych publikacjach jej nazwisko brzmi Elena Zaharova -Djionat. W latach 1933–1934 była wraz z Niną Sitinsky i Darią Bodescu redaktorką dwumiesięcznika Mişcarea femenistă (Ruch feministyczny).